# Красногорский поссовет
Красногорский поссовет (Красно-Горский, тат. Кызылтау бистә советы (шурасы), Qızıltaw bistä sovetı (şurası)) — административно-территориальная единица в Казанской губернии и Татарской АССР.
Административный центр — пгт Красная Горка.

## История
Киндерский сельсовет был образован в марте 1918 года в составе Ильинской волости Казанского уезда той же губернии. С 1920 года в составе той же волости Арского кантона Татарской АССР; После упразднения волости в 1927 году вошёл в состав Казанского района.
В 1927 году к Красногорскому сельсовету был присоединён Куземетьевский сельсовет; в 1928 году посёлок при станции Юдино стал посёлком городского типа и был выделен в отдельный поссовет.
Во время укрупнения сельсоветов в Казанском районе в 1932 году в состав сельсовета были включены Аракчинский и Займищенский сельсоветы.
После разукрупнения Казанского района в 1938 году оказался в Юдинском районе. В 1940-е годы (не позднее 1946 года) Старое Аракчино было присоединено к Казани.
На 1956 год сельсовет состоял из семи населённых пунктов: сёла Красная Горка, Займище, Куземетьево, Новое Аракчино, Новостройка, посёлки Аракчинского затона и объединённого хозяйства № 14.
В 1950-е годы посёлок Аракчинского затона перестал существовать в связи с попаданием в зону затопления Куйбышевской ГЭС.
В 1962 году посёлок объединённого хозяйства № 14 вошёл в состав Нового Аракчино.
В 1964 году к Красной Горке были присоединены несколько населённых пунктов: имени Калинина, Новостройка, Новое Аракчино, Куземетьево, Займище; тогда же Красная Горка была отнесена к категории рабочих посёлков, Красногорский сельсовет был преобразован в Красногорский поссовет, с единственным населённым пунктом (пгт Красная Горка) в его составе.
Красногорский поссовет был упразднён в 1965 году, когда Красная Горка была присоединена к Казани.

## Население
Население сельсовета составляло 453 чел. в 1923 году, 1225 чел. в 1927 году, 8081 чел. в 1963 году.

## Колхозы
В 1949 году на территории сельсовета действовали 4 колхоза:
- имени Серго (Красная Горка),
- имени Юдина (Куземетьево),
- «Свобода» (Займище),
- «Ударник» (Новое Аракчино)[14].

По состоянию на 1956 год на территории сельсовета действовал только колхоз имени Юдина, правление которого было перенесено в Красную Горку.